# László Szilárd Csaba
László Szilárd Csaba (Zilah, 1977 –) erdélyi magyar matematikus, a Kolozsvári Műszaki Egyetem professzora.

## Életpályája
A kolozsvári Babeș–Bolyai Tudományegyetemen végzett matematika szakot. 2011-ben ugyanitt doktorált a The theory of monotone operators with applications című dolgozatával, Kassay Gábor vezetésével. 2012-től tanársegéd, 2014-től adjunktus, 2016-tól docens, 2021-től professzor a kolozsvári Műszaki Egyetemen. 2017-ben habilitált a Topics in Variational Analysis via Monotonicity and Convexity című dolgozatával, azóta  doktorátusvezető.

## Munkássága
Kutatási területei: nemlineáris analízis, variációs analízis, optimalizálás, monoton operátorok elmélete, dinamikai rendszerek és optimalizálási  algoritmusok

## Könyvei
- S. László, Monotone Operators: Theory and Applications, Lap-Lambert Academic Publishing, 300 o., 2013
- I.R. Peter, S.C. László, A. Viorel, Elements of linear algebra, U.T. PRESS Cluj-Napoca, 165 o., 2014.

## Cikkei (válogatás)
- G. Kassay, C. Pintea, Szilárd Csaba László, Monotone operators and closed countable sets, Optimization 60(8-9), 1059–1069, 2011.
- Szilárd Csaba László, Generalized Monotone Operators, Generalized Convex Functions and Closed Countable Sets, Journal of Convex Analysis 18(4), 1075–1091, 2011.
- Szilárd Csaba László, Some Existence Results of Solutions for General Variational Inequalities, Journal of Optimization Theory and Applications 150(3), 425–443, 2011.
- R.I. Boț, Szilárd Csaba László, On the generalized parallel sum of two maximal monotone operators of Gossez type (D), Journal of Mathematical Analysis and Applications 391(1), 82–98, 2012.
- Szilárd Csaba László, B. Burján-Mosoni, About the Maximal Monotonicity of the Generalized Sum of Two Maximal Monotone Operators, Set-Valued and Variational Analysis  20(3), 355–368, 2012.
- Szilárd Csaba László, Multivalued variational inequalities and coincidence point results, Journal of Mathematical Analysis and Applications 404(1), 105–114, 2013.
- Szilárd Csaba László, On the strong representability of the generalized parallel sum, Bulletin of the Malaysian Mathematical Sciences Society 37(4), 1029-1046, 2014.
- Szilárd Csaba László, A.Viorel, Generalized monotone operators on dense sets , Numerical Functional Analysis and Optimization 36, 901–929, 2015.
- Szilárd Csaba László, A.Viorel, Densely defined equilibrium problems, Journal of Optimization Theory and Applications 166(1), 52–75, 2015.
- R.I. Boț, E.R. Csetnek, Szilárd Csaba László, An inertial forward-backward algorithm for the minimization of the sum of two nonconvex functions, Euro Journal on Computational Optimization. 4(1), 3–25, 2016.
- Szilárd Csaba László, On injectivity of a class of monotone operators with some univalency consequences, Mediterranean Journal of Mathematics 13(2), 729–744, 2016.
- Szilárd Csaba László, Vector equilbrium problems on dense sets, Journal of Optimization Theory and Applications 170(2), 437–457, 2016.
- Szilárd Csaba László, Minimax results on dense sets and dense families of functionals, Siam Journal on Optimization 27(2), 661–685, 2017.
- R.I. Boț, E.R. Csetnek, Szilárd Csaba László, Approaching nonsmooth nonconvex minimization through second-order proximal-gradient dynamical systems, Journal of Evolution  Equations 18(3), 1291–1318, 2018.
- R.I. Boț, E.R. Csetnek, Szilárd Csaba László,  Second-order dynamical systems with penalty terms associated to monotone inclusions, Analysis and Applications 16(05),  601-622, 2018.
- H. Attouch, Szilárd Csaba László, Newton-like Inertial Dynamics and Proximal Algorithms Governed by Maximally Monotone Operators,  SIAM Journal on Optimization 30(4), 3252–3283,  2020.
- R.I. Boț, E.R. Csetnek,  Szilárd Csaba László,   A primal-dual dynamical approach to structured convex minimization problems, Journal of Differential Equations 269(12), 10717-10757, 2020.
- Szilárd Csaba László, Convergence rates for an inertial algorithm of gradient type associated to a smooth nonconvex minimization, Mathematical Programming 190 (1-2), 285-329, 2021.
- H. Attouch, Szilárd Csaba László, Continuous Newton-like Inertial Dynamics for Monotone Inclusions,  Set-Valued and Variational Analysis 29, 555-581, 2021.
- C.D. Alecsa, Szilárd Csaba László,  T. Pința, An extension of the second order dynamical system that models Nesterov’s convex gradient method, Applied Mathematics and Optimization 84, 1687–1716, 2021.
- R.I. Boț, E.R. Csetnek, Szilárd Csaba László, Tikhonov regularization of a second order dynamical system with Hessian driven damping, Mathematical Programming  189, 151-186, 2021.
- Szilárd Csaba László, A Forward–Backward Algorithm With Different Inertial Terms for Structured Non-Convex Minimization Problems, J Optim Theory Appl 198, 387-427, 2023.
- Szilárd Csaba László, On the strong convergence of the trajectories of a Tikhonov regularized second order dynamical system with asymptotically vanishing damping, Journal of Differential Equations 362, 355-381, 2023.
- M. Karapetyants, Szilárd Csaba László, A Nesterov type algorithm with double Tikhonov regularization: fast convergence of the function values and strong convergence to the minimal norm solution, Applied Mathematics and Optimization 90, 17, 2024.
- Szilárd Csaba László, Solving convex optimization problems via a second order dynamical system with implicit Hessian damping and Tikhonov regularization, Computational Optimization and  Applications,  90, 113–149, 2025.
- Szilárd Csaba László, On the convergence of an inertial proximal algorithm with a Tikhonov regularization term, Communications in Nonlinear Science and Numerical Simulation,149, Article 108924, 2025,